# 스파크 뉴질랜드
스파크 뉴질랜드(Spark New Zealand)는 뉴질랜드에 본사를 둔 다국적 전기 통신 기업이다.
고정 전화 서비스, 휴대폰 네트워크, 인터넷 액세스 서비스 및 주요 ICT의 사업을 영위하고 있으며 NZSE50에 거래되어 있다.

## 역사
- 1881년 - 뉴질랜드 우체국 설립.
- 1987년 - 공공기관으로 분리하여 설립.
- 1990년 - 민영화.
- 2024년 - 현재의 사명변경.

## 같이 보기
- 텔스트라